# Rato knockout

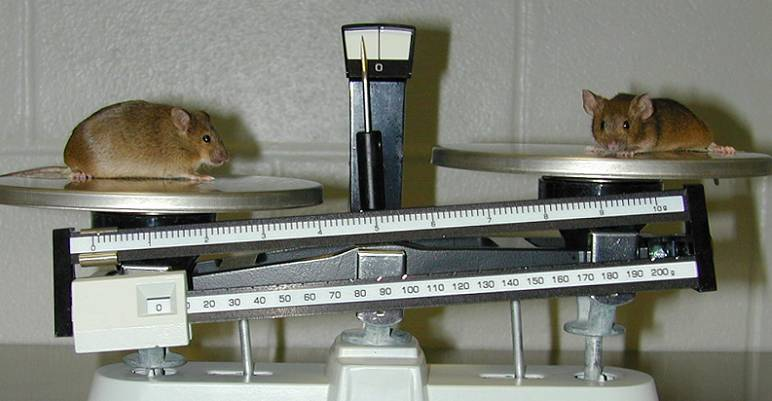
Um rato knockout (esquerda) utilizado como modelo para estudar a obesidade, comparativamente a um rato normal.

Ratos knockout são ratos (camundongos) geneticamente modificados aos quais os investigadores desactivaram ("knocked out") um gene existente, substituindo-o ou quebrando-o com um componente artificial de ADN. A perda da actividade desse gene leva frequentemente a alterações no fenótipo do rato, como a aparência, comportamento e outras características físicas e bioquímicas observáveis.
Os ratos knockout são modelos animais importantes no estudo do papel dos genes que tenham sido sequenciados, mas cujas funções ainda não tenham sido determinadas. Ao fazer com que um gene em específico seja inactivado, e observando as diferenças relativamente ao comportamento ou fisiologia regulares, os investigadores pode assumir a sua função provável.
Os ratos são actualmente a espécie de laboratório mais próxima dos humanos para a qual a técnica de knockout pode ser facilmente aplicada. São amplamente usados em experiências knockout, sobretudo as que investigam questões genéticas relacionadas com a fisiologia humana. O knockout de genes nas ratazanas é muito mais difícil de conseguir e só é possível desde 2003.
O mais antigo rato knockout de que há registo foi criado por Mario Capecchi, Martin Evans e Oliver Smithies em 1989, pelo qual foram galardoados com o Prémio Nobel da Medicina em 2007. Algumas das tecnologias associadas à geração de ratos knockout, e os próprios ratos, têm sido alvo de registo de patentes em vários países por empresas privadas.